# Orlen Kolej
ORLEN Kolej sp. z o.o. (do 14. října 2024  Lotos Kolej Sp. z o. o.), VKM: LOTOS, je polský železniční dopravce, který je součástí rafinerské skupiny Grupa Lotos S. A. Společnost sídlí v Gdaňsku. Společnost provozuje pouze nákladní dopravu.

## Historie
V rámci firmy Rafineria Gdańska S. A. (nynější Grupa Lotos S. A.) fungoval Podnik železniční dopravy (Zakład Transportu Kolejowego), který se zabýval provozováním vlečky rafinerie. Na základě koncese vydané polským drážním úřadem UTK začal tento podnik provozovat od 20. dubna 2002 nákladní železniční dopravu i na tratích PLK v rámci Trojměsta.
1. ledna 2003 došlo k outsourcingu tohoto podniku do společnosti s názvem Lotos Kolej, který zůstal ve stoprocentním vlastnictví rafinerie. Nová společnost získala 8. října 2003 licenci na provozování drážní dopravy na celé síti PLK a od 11. listopadu téhož roku začal provozovat nákladní vlaky i mimo oblast Trojměsta.
Vedle provozování „domovské“ vlečky v Gdaňsku začala firma od 1. února provozovat i vlečky dalších rafinerií ze skupiny Lotos: Czechowice, Jasło a Gorlice. Postupně také začala provozovat dálkové relace mezi těmito rafineriemi, z nichž nejdelší – 859 km dlouhou – trasa Gdańsk – Jasło je v režii firmy od 1. srpna 2004.
V roce 2020 začala společnost provozovat vlaky na vlastní licenci rovněž v České republice.
V roce 2023 byl do společnosti začleněn dopravce Orlen KolTrans, který tímto zanikl. Ke 14. říjnu 2024 pak došlo ke změnu názvu společnosti na Orlen Kolej.

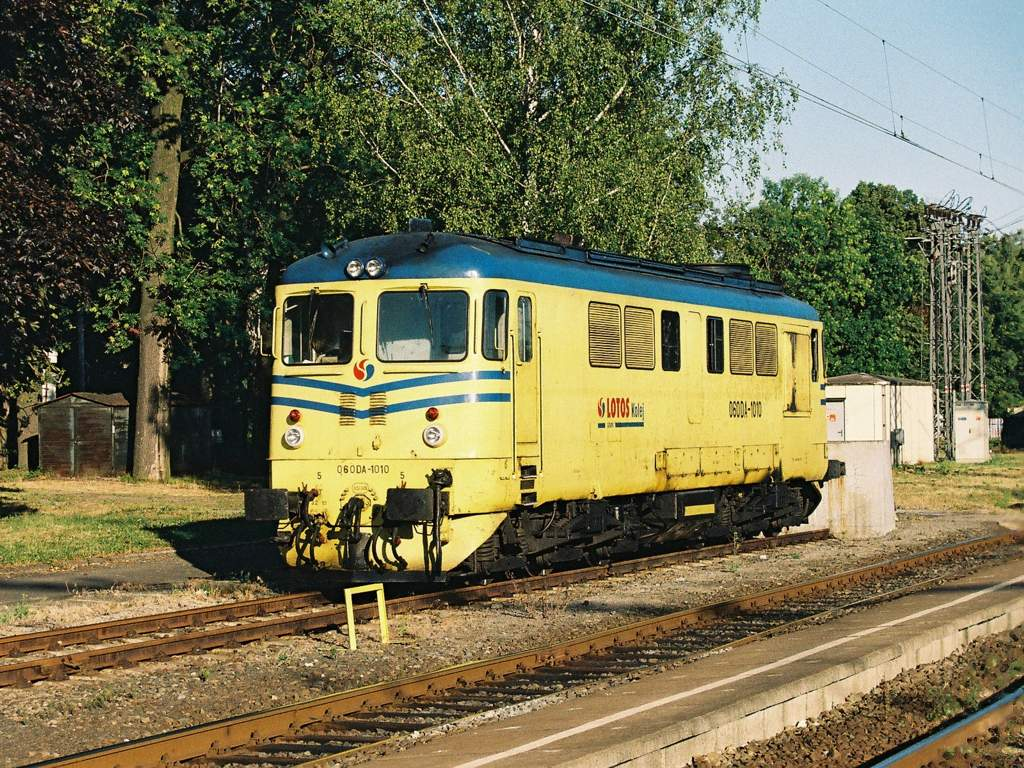
Lokomotiva 060DA-1010 dopravce Lotos Kolej

## Lokomotivy
Při svém vzniku dostala firma do vínku lokomotivy řad SM48 a SM42, které byly původně nasazeny pouze na vlečkovém posunu. Při zahájení provozu na síti PLK se tyto stroje začaly používat i na vedení vlaků. V roce 2004 si pak firma pořídila vlakové motorové lokomotivy řad M62 a 060DA. V roce 2005 pak stroje řady M62 vyměnila s firmou PCC Rail Szczakowa za lokomotivy 060DA. Základem parku vlakových motorových lokomotiv pak byla řada 060DA (12 ks + další dvě pronajaté od společnosti Sigma Poznaň), doplňují je dvě lokomotivy řady M62 (údaje ke konci roku 2006).
Vedle těchto strojů bylo možné na vlacích firmy potkat lokomotivy řady 181, jejichž vlastníkem jsou České dráhy. Tyto lokomotivy však na vlacích Lotosu provozoval smluvní dopravce STK Wrocław.
V případě potřeby si firma pronajímá další lokomotivy, např. v roce 2006 to byly stroje řady M62 firmy PCC Rail Szczakowa.
V roce 2024 společnosti provozovala více než 180 lokomotiv.

## Vozy
Firma vlastnila několik desítek kotlových vozů pro přepravu kapalných paliv a plynů. Na vlacích firmy byly k vidění především pronajaté kotlové vozy, zejména od největšího polského vlastníka kotlových vozů, společnosti GATX Rail Poland (někdejší Dyrekcja Eksploatacji Cystern).
V roce 2024 bylo v parku společnosti asi 5500 železničních vozů.